# WTA de Cluj-Napoca
O WTA de Cluj-Napoca – Transylvania Open, atualmente – é um torneio de tênis profissionais feminino, de nível WTA 250.
Realizado em Cluj-Napoca, no norte da Romênia, estreou em 2021. Os jogos são disputados em quadras duras cobertas durante o mês de outubro.
Na realidade, em 2021, dois torneios em Cluj-Napoca apareceram no circuito WTA. O segundo, chamado de Winners Open, jogado em quadras de saibro no mês de agosto, durou apenas uma edição.
O Transylvania Open foi oficialmente declarado pela WTA como o "melhor torneio 250 do ano" nas temporadas de 2022 e 2023.

## Finais

### Simples
| Ano       | Campeã             | Vice-campeã         | Resultado     |
| --------- | ------------------ | ------------------- | ------------- |
| 2025      | Anastasia Potapova | Lucia Bronzetti     | 4–6, 6–1, 6–2 |
| 2024      | Karolína Plíšková  | Ana Bogdan          | 6–4, 6–3      |
| 2023      | Tamara Korpatsch   | Elena-Gabriela Ruse | 6–3, 6–4      |
| 2022      | Anna Blinkova      | Jasmine Paolini     | 6–2, 3–6, 6–2 |
| 2021 (TS) | Anett Kontaveit    | Simona Halep        | 6–2, 6–3      |
| 2021 (WO) | Andrea Petkovic    | Mayar Sherif        | 6–1, 6–1      |

### Duplas
| Ano       | Campeãs                          | Vice-campeãs                                | Resultado        |
| --------- | -------------------------------- | ------------------------------------------- | ---------------- |
| 2025      | Magali Kempen Anna Sisková       | Jaqueline Cristian Angelica Moratelli       | 6–3, 6–1         |
| 2024      | Caty McNally Asia Muhammad       | Harriet Dart Tereza Mihalíková              | 6–3, 6–4         |
| 2023      | Jodie Burrage Jil Teichmann      | Léolia Jeanjean Valeriya Strakhova          | 6–1, 6–4         |
| 2022      | Kirsten Flipkens Laura Siegemund | Kamilla Rakhimova Yana Sizikova             | 6–3, 7–5         |
| 2021 (TS) | Irina Bara Ekaterine Gorgodze    | Aleksandra Krunić Lesley Pattinama Kerkhove | 4–6, 6–1, [11–9] |
| 2021 (WO) | Natela Dzalamidze Kaja Juvan     | Katarzyna Piter Mayar Sherif                | 6–3, 6–4         |